# Baja (Hungria)
Baja é uma cidade húngara de 40 690 habitantes (recensiamento de 2001). Ela se encontra no departamento de Bács-Kiskun

## Geografia
A cidade está localizada no condado de Bács-Kiskun, 156 km ao sul de Budapeste, e no norte do triângulo fronteiriço da Hungria-Croácia-Sérvia. Baja é a sede administrativa da mesma pequena área.
Baja está localizada geograficamente no extremo norte do Bačka.

## Cidades Irmãs
- Târgu Mureş
- Waiblingen

## Ligações Externas
- Bacskai Sport